# 品田光彦
品田 光彦（しなだ てるひこ、1957年〈昭和32年〉2月7日 - ）は、日本の外交官。
1990年代の旧ユーゴ内戦後、サラエボ上級代表事務所でカール・ビルト上級代表（元スウェーデン首相）のボスニア経済復興担当補佐官を務める。その後、外務本省で外交政策調整官、人物交流室長、内閣官房副長官補付（東京オリパラ担当）などを務め、2016年より現地常駐の大使としては初代となる駐バルバドス特命全権大使。2022年にバルバドス在勤を終え外務省を退官後、セルビアのシンクタンク「ベオグラード・アジア問題研究所」の顧問に就任。

## 人物・経歴
- 1957年 - 東京都出身。東京都立戸山高等学校を経て、慶應義塾大学経済学部3年在学中に外務省専門職員試験に合格。大学を中退し1979年外務省入省。
- 1980-1982年 - 外務省語学研修生としてユーゴスラビアのベオグラードで語学（セルビア語）研修
- 1995-1996年 - サラエボ上級代表事務所でカール・ビルト初代上級代表（元スウェーデン首相）のボスニア経済復興担当補佐官
- 1996-1999年 - 国際連合日本政府代表部（ニューヨーク）一等書記官
- 1999-2001年 - 在オーストリア日本大使館一等書記官
- 2001-2004年 - 外務省領事移住部外国人課首席事務官
  - 2002-2004年 - 兼東京大学教養学部講師（セルビア語）
- 2004年 - 外務省経済協力局国際機構課首席事務官
- 2004-2006年 - 外務省経済協力局国別開発協力第二課首席事務官
- 2006-2010年 - 在セルビア・モンテネグロ日本大使館参事官
- 2010-2012年 - 外務省総合外交政策局総務課外交政策調整官
- 2012-2015年 - 外務省企画官（国際協力局地球規模課題総括課・地球環境課・気候変動課・開発協力総括課）
- 2015-2016年 - 外務省大臣官房人物交流室長
  - 2015-2016年 - 兼内閣官房副長官補付（東京オリパラ担当）
- 2016-2022年 - 駐バルバドス特命全権大使[2][3]
- 2022年ー　ベオグラード・アジア問題研究所顧問(Special Adviser, Institute for Asian Studies in Belgrade)」本人へのお問い合わせはこちらより　ias.japandesk@gmail.com